# Endomychus biguttatus
Genre
Endomychus biguttatus est une espèce de coléoptères de la famille des Endomychidae et de la sous-famille des Endomychinae. On la trouve en Amérique du Nord. Ce sont des coléoptères associés aux champignons.